# Wilson Busienei
Wilson Busienei (ur. 18 sierpnia 1981 w Nakasongoli) – ugandyjski lekkoatleta, długodystansowiec.
Jego największym sukcesem jest rzadki wyczyn, jakiego dokonał w 2005 w Izmirze, podczas Uniwersjady, gdzie triumfował na trzech różnych dystansach (bieg na 5000 m, bieg na 10 000 m oraz półmaraton). Czwarty zawodnik Mistrzostw Świata w Biegach Ulicznych (bieg na 20 km Debreczyn 2006). W 2007 w Mombasie wywalczył brąz mistrzostw świata w przełajach w drużynie.
W 2004 Busienei reprezentował Ugandę na igrzyskach olimpijskich w Atenach, gdzie zajął 11. miejsce w biegu na 10 000 metrów.

## Rekordy życiowe
- bieg na 3000 m - 7:46.62 (2006)
- bieg na 5000 m - 13:11.08 (2006)
- bieg na 10 000 m - 27:21.55 (2006)
- bieg na 20 km - 57:21 (2006)